# Hellig Kvinde
Hellig Kvinde er en 2,6 m høj bautasten på en stenrøse, der står ved landevejen mellem Svaneke og Gudhjem nær Gyldensås udløb på Bornholms nordøstkyst. Stenen er fra jernalderen og er omgivet af en skibssætning af mindre sten "Hellig Kvindes børn". Den er en hilsesten, der kræver høflighed, og er mødested for Bevar Bornholmsk som Hestestenene oven for Gudhjem.
- Parti af stensætningen
- Hellig Kvinde malet 1885 af A.P. Madsen

## Eksterne kilder og henvisninger
- Hellig Kvinde i Slots- og Kulturstyrelsens database
- Billeder og beskrivelse
- Hellig kvinde  på Bornholm
- Bornholms oldtidsminder og Oldsager, E. Vedel, 1886

55°8′58.24″N 15°5′32.21″Ø / 55.1495111°N 15.0922806°Ø